# Ленинский район (Луганск)
Ле́нинский район (укр. Ленінський район) — один из районов города Луганска. Код КОАТУУ — 4410137200.
15-16 января 1936 года состоялся VIII пленум Донецкого обкома КП(б)У, на котором рассматривался вопрос об итогах проверки партдокументов у членов и кандидатов партии, согласно решению декабрьского (21-25.12.1935) пленума ЦК ВКП(б) о борьбе за чистоту партии. В целях практического улучшения организационно-политической работы парторганизаций в Донбассе, вытекающей из итогов проверки партдокументов и решений декабрьского пленума ЦК ВКП(б), пленумом Донецкого обкома партии было принято соответствующее постановление, в котором, в частности, решено было просить ЦК КП(б)У и ЦК ВКП(б) разукрупнить ряд районов в Донбассе и образовать, таким образом, новые райкомы партии, в том числе и в Ворошиловградском районе.
В самом начале июля 1936 года ЦК ВКП(б) было принято решение разукрупнить Артёмовский район Луганска и на его территории создать три района, и соответственно – три городских райкома партии: Артёмовский, Климовский и Косиоровский. Бывшая 1-я милиционная часть Луганска (центральная часть города), выделенная из Артёмовского района, получила название Климовского.
В том же 1936 году прошли первые партийная (11-12 июля) и комсомольская (28-30 ноября) конференции Климовского района.
По состоянию на 01.01.1938 граница между Климовским и Октябрьским районами Луганска проходила по улице 16-я Линия; между Климовским и Косиоровским районами – по улице, которая сейчас называется Тараса Рыбаса, потом – по улице Лермонтова; между Климовским и Каменнобродским районами – по реке Лугань.
22 июня 1939 года, согласно Указу Президиума Верховного Совета Украинской ССР, на территории Климовского района был образован районный совет. От этой  даты и ведётся официальная история района.
В 1958 году Климовский район был переименован в Ленинский.
В районе сконцентрированы представительства областных и городских органов государственного управления, офисы общественных организаций, кредитно-финансовых учреждений, крупных торгово-промышленных компаний.